# Cristiane Justino
Cristiane Justino Venancio (Curitiba, 9 de julio de 1985) es una artista marcial mixta brasileña. Cyborg, tal es su apodo, fue campeona de peso pluma de Strikeforce (venciendo a Gina Carano) en 2009 y de Invicta Fighting Championships entre 2013 y 2016 antes de comenzar a competir en la UFC, donde fue campeona de dicha categoría tras vencer a Tonya Evinger el 29 de julio de 2017. Actualmente está bajo contrato con Bellator MMA y es la actual campeona de peso pluma.
Es la única luchadora de MMA en la historia, varón o mujer, en convertirse en Campeona de Grand Slam, con campeonatos mundiales en cuatro importantes promociones de artes marciales mixtas. Cyborg es ampliamente considerada como una de las mejores artistas marciales mixtas femeninas de todos los tiempos.

## Primeros años
Cristiane fue a un equipo a nivel nacional de balonmano en Brasil antes de ser descubierta por Rudimar Fedrigo, un entrenador de la Academia Chute Boxe.

## Carrera de artes marciales mixtas
Ella hizo su esperado debut en MMA el 26 de julio de 2008 frente a Shayna Baszler en EliteXC: Unfinished Business. Ella ganó la pelea por nocaut técnico en el segundo asalto.
Se enfrentó a Yoko Takahashi el 4 de octubre de 2008 en EliteXC: Heat. Ella ganó la pelea por decisión unánime.

### Strikeforce
Justino se enfrentó a Hitomi Akano el 11 de abril de 2009 en Strikeforce: Shamrock vs. Diaz. Justino ganó la pelea por nocaut técnico en la tercera ronda.
Justino se enfrentó a Gina Carano el 15 de agosto de 2009 en Strikeforce: Carano vs. Cyborg. Justino derrotó a Carano por nocaut técnico en la primera ronda, ganando así el Campeonato inaugural de Peso Pluma.
Justino se enfrentó a Marloes Coenen el 30 de enero de 2010 en Strikeforce: Miami. Justino ganó la pelea por nocaut técnico en la tercera ronda, defendiendo así el Campeonato de Peso Pluma.
Justino se enfrentó a Jan Finney el 26 de junio de 2010 en Strikeforce: Fedor vs. Werdum. Justino ganó la pelea por nocaut en la segunda ronda, defendiendo así el Campeonato de Peso Pluma.
Justino se enfrentó a Hiroko Yamanaka el 17 de diciembre de 2011 en Strikeforce: Melendez vs. Masvidal. La pelea fue declarada sin resultado debido a que Justino diera positivo por estanozolol pesé a haber ganado la pelea por nocaut técnico en la primera ronda.

### Invicta Fighting Championships
El 15 de febrero de 2013, Justino firmó un acuerdo de múltiples peleas con Invicta Fighting Championships. Ella estaba programada para hacer su debut el 5 de abril en Invicta FC 5 contra Ediane Gomes para determinar quién se enfrentaría a Marloes Coenen. Sin embargo, Gomes sufrió una lesión y Justino se enfrentó a Fiona Muxlow. Justino fue un éxito en su regreso, ganando la pelea por nocaut técnico en la primera ronda.
Justino se enfrentó a Marloes Coenen en una revancha por el campeonato inaugural de peso pluma de Invicta FC en Invicta FC 6 el 13 de julio de 2013. Ella derrotó a Coenen por nocaut técnico en el cuarto asalto para convertirse en la primera campeona de peso pluma de Invicta FC.
El 27 de febrero de 2015, Justino se enfrentó a Charmaine Tweet en Invicta FC 11. Justino ganó la pelea por nocaut técnico en 46 segundos, siendo esta su primera defensa del título.
El 9 de julio de 2015, Justino se enfrentó a Faith van Duin en Invicta FC 13. Justino ganó la pelea por nocaut técnico en 45 segundos, defendiendo por segunda vez el campeonato.
Justino se enfrentó a Daria Ibragimova el 16 de enero de 2016 en Invicta FC 15. Justino ganó la pelea por nocaut en la primera ronda, defendiendo así por tercera vez el campeonato.

### Ultimate Fighting Championship
El 14 de mayo de 2016, en UFC 198, Justino hizo su tan esperado debut frente a Leslie Smith venciendo por nocaut técnico en la primera ronda. 
El 29 de julio de 2017 en UFC 214, se enfrentó a Tonya Evinger por el cinturón de peso pluma que estaba vacante tras la negativa de Germaine de Randamie de defender el título ganado ante Holly Holm. Cris Cyborg venció por nocaut técnico en la tercera ronda y se coronó campeona de la UFC.
En su primera defensa del título, Cyborg se enfrentó a Holly Holm el 30 de diciembre de 2017 en el evento principal de UFC 219. Ganó la pelea por decisión unánime. También ganó el premio extra de la Pelea de la Noche.
Cyborg se enfrentó a Yana Kunitskaya en su segunda defensa del título en el evento principal de UFC 222, reemplazando el combate entre Holloway y Edgar por una lesión del primero. Ganó la pelea por TKO en la primera ronda.
Cyborg enfrentó a la campeona de peso gallo de UFC Amanda Nunes el 29 de diciembre de 2018 en el UFC 232. Nunes derrotó a Cyborg por nocaut a principios de la primera ronda.

### Bellator MMA
El 3 de septiembre de 2019, se anunció que Cyborg había firmado un contrato de múltiples peleas con Bellator MMA.
El 25 de enero de 2020, Cyborg se enfrentó a Julia Budd por el Campeonato de Peso Pluma Femenino de Bellator en Inglewood, California Bellator 238. Ganó la pelea por nocaut técnico en la cuarta ronda.
En la primera defensa de su título, Cyborg se enfrentó a Arlene Blencowe en Bellator 249 el 15 de octubre de 2020. Ganó la pelea por sumisión en el segundo asalto, obteniendo la primera sumisión de su carrera en el MMA.
Cyborg hizo su segunda defensa del título contra Leslie Smith (a quien enfrentó años atrás en su debut en UFC) el 21 de mayo de 2021 en el evento principal en Bellator 259. Ella ganó la pelea por nocaut técnico después de derribar a Smith y la terminó con golpes al final del último asalto.
Cyborg defendió su título contra Sinead Kavanagh el 12 de noviembre de 2021 en Bellator 271. Después de intercambiar en los pies, Cyborg noqueó a Kavanagh temprano en la primera ronda.
Cyborg defendió su título en una revancha contra Arlene Blencowe el 23 de abril de 2022 en Bellator 279. Retuvo el título y ganó la pelea por decisión unánime.
Después de diecisiete meses alejada del deporte, Cyborg regresó para defender su título contra Cat Zingano el 7 de octubre de 2023 en Bellator 300. Ganó la pelea por nocaut técnico en la primera ronda.

### Professional Fighting League
Cyborg se enfrentó a la Campeona de peso pluma femenina de PFL de 2023 y a la Campeona de peso ligero femenina de la PFL de 2022, Larissa Pacheco, por el Campeonato Superfight de peso pluma femenino de la PFL el 19 de octubre de 2024 en PFL Super Fights: Battle of the Giants. Ella ganó la pelea por decisión unánime.

## Vida personal
Cristiane se casó con el peleador de MMA Evangelista "Cyborg" Santos, del cual "adoptó" su apodo. La pareja se separó en diciembre de 2011. Ella es estadounidense naturalizada, desde finales de 2016.

## Campeonatos y logros

### Artes marciales mixtas
- Ultimate Fighting Championship
  - Campeona de Peso Pluma (una vez)

- Bellator MMA
  - Campeona de Peso Pluma (una vez, actual)

- Strikeforce
  - Campeona de Peso Pluma (una vez, primera, última)
  - Peleadora femenina del Año (2010)

- Invicta Fighting Championships
  - Campeonato de Peso Pluma (primera)
  - Actuación de la Noche (Dos veces)

- World MMA Awards
  - Peleadora femenina del Año (2010)
  - Peleadora femenina del Año (2009)

- Women's MMA Awards
  - Mujer favorita por los fanáticos del Año (2011)
  - Peleadora Peso Pluma favorita del Año (2010)
  - Peleadora Peso Pluma favorita del Año (2009)

- Sherdog
  - Paliza del Año 2010 vs. Jan Finney el 26 de junio
  - Tercer equipo más violento del Año (2010)

## Récord en artes marciales mixtas
| Resultado     | Récord   | Oponente         | Método                             | Evento                               | Fecha                    | Ronda | Tiempo | Localización            | Notas |
| ------------- | -------- | ---------------- | ---------------------------------- | ------------------------------------ | ------------------------ | ----- | ------ | ----------------------- | --- |
| Victoria      | 27–2 (1) | Cat Zingano      | TKO (Golpes)                       | Bellator 300                         | 7 de octubre de 2023     | 1     | 4:01   | San Diego, California   | Defendió el Campeonato de Peso Pluma de Bellator. |
| Victoria      | 26–2 (1) | Arlene Blencowe  | Decisión (unánime)                 | Bellator 279                         | 23 de abril de 2022      | 5     | 5:00   | Honolulu, Hawái         | Defendió el Campeonato de Peso Pluma de Bellator. |
| Victoria      | 25–2 (1) | Sinead Kavanagh  | KO (golpes)                        | Bellator 271                         | 12 de noviembre de 2021  | 1     | 1:32   | Hollywood, Florida      | Defendió el Campeonato de Peso Pluma de Bellator. |
| Victoria      | 24–2 (1) | Leslie Smith     | TKO (golpes)                       | Bellator 259                         | 21 de mayo de 2021       | 5     | 4:51   | Uncasville, Connecticut | Defendió el Campeonato de Peso Pluma de Bellator. |
| Victoria      | 23–2 (1) | Arlene Blencowe  | Sumisión (rear-naked choke)        | Bellator 249                         | 15 de octubre de 2020    | 2     | 2:36   | Uncasville, Connecticut | Defendió el Campeonato de Peso Pluma de Bellator. |
| Victoria      | 22–2 (1) | Julia Budd       | TKO (golpes)                       | Bellator 238                         | 25 de enero de 2020      | 4     | 1:14   | Inglewood, California   | Ganó el Campeonato de Peso Pluma de Bellator. |
| Victoria      | 21–2 (1) | Felicia Spencer  | Decisión (unánime)                 | UFC 240                              | 27 de julio de 2019      | 3     | 5:00   | Edmonton, Alberta       | |
| Derrota       | 20–2 (1) | Amanda Nunes     | KO (golpes)                        | UFC 232                              | 29 de diciembre de 2018  | 1     | 0:51   | Inglewood, California   | Perdió el Campeonato de Peso Pluma de UFC. |
| Victoria      | 20–1 (1) | Yana Kunitskaya  | TKO (golpes)                       | UFC 222                              | 3 de marzo de 2018       | 1     | 3:25   | Las Vegas, Nevada       | Defendió el Campeonato de Peso Pluma de UFC. |
| Victoria      | 19–1 (1) | Holly Holm       | Decisión (unánime)                 | UFC 219                              | 30 de diciembre de 2017  | 5     | 5:00   | Las Vegas, Nevada       | Defendió el Campeonato de Peso Pluma de UFC. Pelea de la Noche.                                                                                               |
| Victoria      | 18–1 (1) | Tonya Evinger    | TKO (rodillazos)                   | UFC 214: Cormier Vs. Jones 2         | 29 de julio de 2017      | 3     | 1:56   | Anaheim, California     | Ganó el Campeonato de Peso Pluma de UFC vacante. |
| Victoria      | 17–1 (1) | Lina Länsberg    | TKO (golpes)                       | UFC Fight Night: Cyborg vs. Lansberg | 24 de septiembre de 2016 | 2     | 2:29   | Brasilia                | Catchweight (140 lbs.) |
| Victoria      | 16–1 (1) | Leslie Smith     | TKO (golpes)                       | UFC 198                              | 14 de mayo de 2016       | 1     | 1:21   | Curitiba                | Catchweight (140 lbs.) |
| Victoria      | 15–1 (1) | Daria Ibragimova | KO (golpes)                        | Invicta FC 15                        | 16 de enero de 2016      | 1     | 4:58   | Costa Mesa, California  | Defendió el Campeonato de Peso Pluma de Invicta FC. |
| Victoria      | 14–1 (1) | Faith van Duin   | TKO (rodillazo al cuerpo y golpes) | Invicta FC 13                        | 9 de julio de 2015       | 1     | 0:45   | Las Vegas, Nevada       | Defendió el Campeonato de Peso Pluma de Invicta FC; Actuación de la Noche.                                                                                    |
| Victoria      | 13–1 (1) | Charmaine Tweet  | TKO (golpes)                       | Invicta FC 11                        | 27 de febrero de 2015    | 1     | 0:46   | Los Ángeles, California | Defendió el Campeonato de Peso Pluma de Invicta FC; Actuación de la Noche.                                                                                    |
| Victoria      | 12–1 (1) | Marloes Coenen   | TKO (golpes y codazos)             | Invicta FC 6                         | 13 de julio de 2013      | 4     | 4:02   | Kansas City, Misuri     | Ganó el Campeonato inaugural de Peso Pluma de Invicta FC. |
| Victoria      | 11–1 (1) | Fiona Muxlow     | TKO (rodillazos y golpes)          | Invicta FC 5                         | 5 de abril de 2013       | 1     | 3:46   | Kansas City, Misuri     | Eliminatoria por el título. |
| Sin resultado | 10–1 (1) | Hiroko Yamanaka  | Sin resultado                      | Strikeforce: Melendez vs. Masvidal   | 17 de diciembre de 2011  | 1     | 0:16   | San Diego, California   | Defendió el Campeonato de Peso Pluma de Strikeforce; Originalmente ganó por TKO; resultado cambiado y despojada del título tras dar positivo por estanozolol. |
| Victoria      | 10–1     | Jan Finney       | KO (rodillazo al cuerpo)           | Strikeforce: Fedor vs. Werdum        | 26 de junio de 2010      | 2     | 2:56   | San José, California    | Defendió el Campeonato de Peso Pluma de Mujeres de Strikeforce.                                                                                               |
| Victoria      | 9–1      | Marloes Coenen   | TKO (golpes)                       | Strikeforce: Miami                   | 30 de enero de 2010      | 3     | 3:40   | Sunrise, Florida        | Defendió el Campeonato de Peso Pluma de Mujeres de Strikeforce.                                                                                               |
| Victoria      | 8–1      | Gina Carano      | TKO (golpes)                       | Strikeforce: Carano vs. Cyborg       | 15 de agosto de 2009     | 1     | 4:59   | San José, California    | Ganó el Campeonato inaugural de Peso Pluma de Mujeres de Strikeforce.                                                                                         |
| Victoria      | 7–1      | Hitomi Akano     | TKO (golpes)                       | Strikeforce: Shamrock vs. Diaz       | 11 de abril de 2009      | 3     | 0:35   | San José, California    | |
| Victoria      | 6–1      | Yoko Takahashi   | Decisión (unánime)                 | EliteXC: Heat                        | 4 de octubre de 2008     | 3     | 3:00   | Sunrise, Florida        | |
| Victoria      | 5–1      | Shayna Baszler   | TKO (golpes)                       | EliteXC: Unfinished Business         | 26 de julio de 2008      | 2     | 2:48   | Stockton, California    | |
| Victoria      | 4–1      | Marise Vitoria   | TKO (golpes y pisotón)             | Storm Samurai 12                     | 25 de noviembre de 2006  | 1     | 1:27   | Curitiba                | |
| Victoria      | 3–1      | Elaine Santiago  | TKO (parada del equipo)            | Storm Samurai 11                     | 21 de mayo de 2006       | 1     | 2:46   | Curitiba                | |
| Victoria      | 2–1      | Chris Schroeder  | TKO (golpes)                       | Storm Samurai 10                     | 28 de enero de 2006      | 1     |        | Curitiba                | |
| Victoria      | 1–1      | Vanessa Porto    | Decisión (unánime)                 | Storm Samurai 9                      | 20 de noviembre de 2005  | 3     | 5:00   | Curitiba                | |
| Derrota       | 0–1      | Erica Paes       | Sumisión (kneebar)                 | Show Fight 2                         | 17 de mayo de 2005       | 1     | 1:46   | Curitiba                | |

## Récord en Muay Thai
| Resultado | Récord | Oponente        | Método   | Evento                | Fecha                    | Asalto | Tiempo | Localización      |
| --------- | ------ | --------------- | -------- | --------------------- | ------------------------ | ------ | ------ | ----------------- |
| Derrota   | 2–1    | Jorina Baars    | Decisión | Lion Fight 14         | 28 de marzo de 2014      | 5      | 3:00   | Las Vegas, Nevada |
| Victoria  | 2–0    | Jennifer Colomb | TKO      | Lion Fight 11         | 20 de septiembre de 2013 | 3      | 0:54   | Las Vegas, Nevada |
| Victoria  | 1–0    | Edna Gloria     | KO       | Estímulo de Muay Thai | 21 de octubre de 2006    | 1      | 1:30   | Curitiba          |